# Stephan Petróczy von Petrócz
Stephan Petróczy von Petrócz (* 3. Jänner 1874 in Grancspetrócz, Königreich Ungarn, heute Granč-Petrovce in der Slowakei; † 9. August 1957 in Budapest) war ein österreich-ungarischer Flugpionier.

## Leben und Wirken
Stephan Petróczy absolvierte die Theresianische Militärakademie in Wiener Neustadt, wo er 1895 zu den k.u.k. Kaiserjägern ausgemustert wurde. Im Jahr 1910 kam er zur k.u.k. Luftschifferabteilung, bei der er die Pilotenausbildung erfuhr. So erhielt er am 28. September 1910 als erster Ungar das österreichische aviatische Diplom mit der Nummer 13. Bei einem Flug im Jahr 1910 von Wiener Neustadt nach Fischamend stürzte er ab, erlitt aber nur einen Armbruch.
Bei der Gründung der k.u.k. Flugmaschinen-Instruktionsabteilung in Wiener Neustadt, die die erste Flugschule der gesamten Monarchie war, wurde er mit der Leitung betraut.

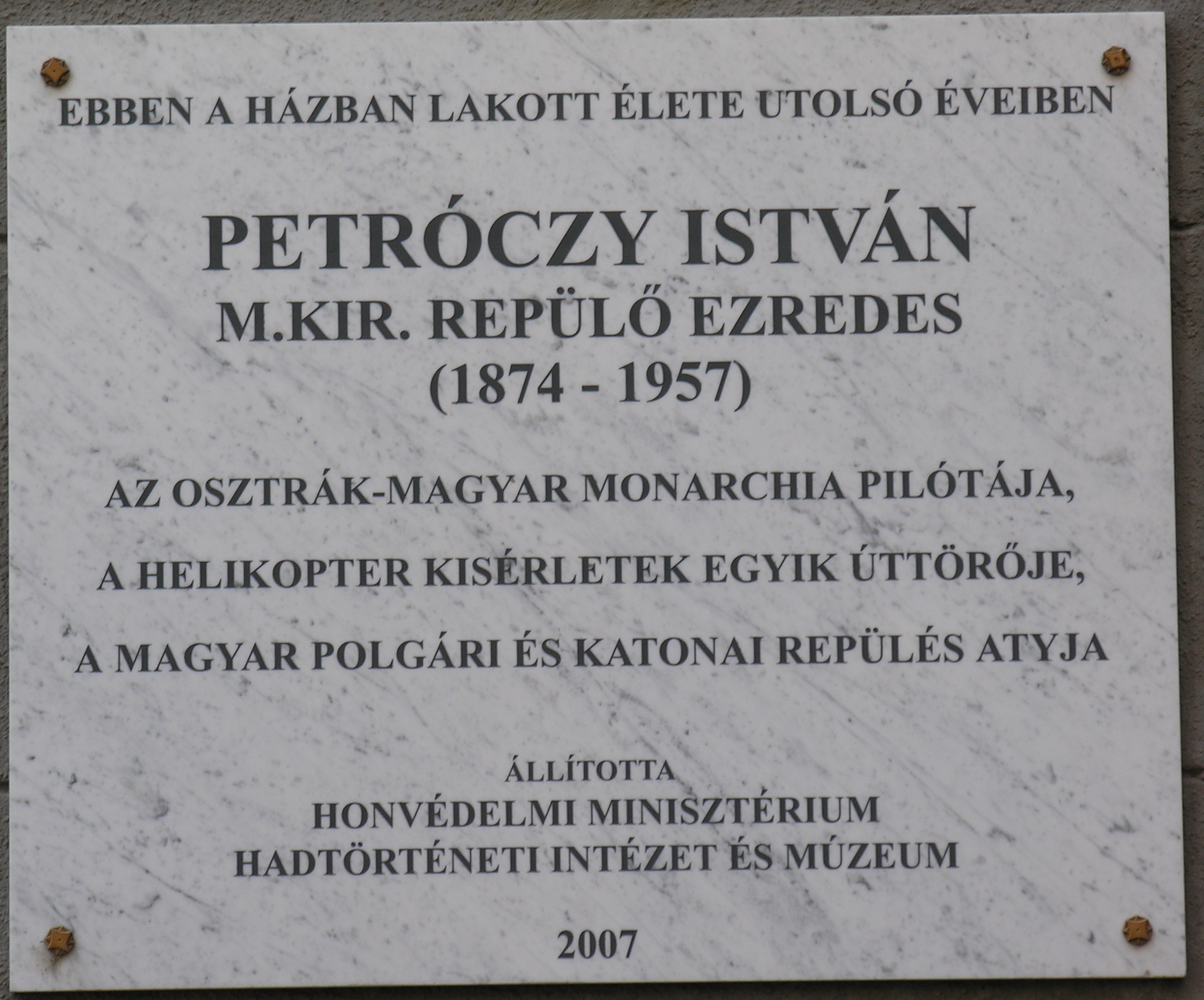
Gedenktafel in Budapest aus dem Jahr 2007

Bei Ausbruch des Ersten Weltkrieges wurde er aber gleich an die serbische und später an die russische Front versetzt. Durch den bald eintretenden Pilotenmangel wurde er bereits 1915 wieder nach Wiener Neustadt zurückgezogen, wo er ein Lehrbataillon aufstellte. Noch einmal kam er kurz an die Front, 1917 erhielt er aber in Fischamend das Kommando über das k.u.k. Fliegerarsenal und wurde damit für den gesamten Nachschub im fliegerischen Bereich verantwortlich.
Gegen Ende des Ersten Weltkrieges führte Stephan Petróczy von Petrócz gemeinsam mit den Konstrukteuren Theodore von Kármán und Wilhelm Zurovec im Auftrag der k.u.k. Armee erfolgreiche Flugversuche mit den nach ihnen benannten Schraubenfesselfliegern PKZ-1 und PKZ-2 durch. Durch solche senkrecht aufsteigenden Fluggeräte sollten die bis dahin üblichen Fesselballone zur Feindbeobachtung ersetzt werden. Der PKZ-2 erreichte eine Flughöhe von rund 50 Metern, was zu jener Zeit einen Rekord darstellte. Bei einem Demonstrationsflug am 10. Juni 1918 in Fischamend stürzte das Gerät ab. Der zu Ende gehende Krieg verhinderte eine weitere Entwicklung.
In einer Zuschrift an das Neue Wiener Tagblatt berichtete der österreichische Ingenieur Königstein über die Versuche mit den Flugapparaten:

„Die ersten Versuche mit dem Schraubenflieger des ehemaligen k. u. k. Majors Stephan von Petroczy wurden nicht in London, sondern auf dem Boden der alten österreichisch-ungarischen Monarchie bereits in den Monaten Februar und März 1918 gemacht, und zwar auf dem Flugfelde in Matyasföld bei Budapest und in Puszta Szentlörinc, einem Vororte von Budapest. Man strebte damals an, die Fesselballone für die Artilleriebeobachtung durch die Schraubenflieger zu ersetzen, da in den letzten Kriegsjahren ein außerordentlich großer Mangel an dichtem Ballonmaterial eingetreten war. Vor Durchführung der erwähnten Versuche in Ungarn war in Fischamend ein Modell eines Schraubenfliegers mit zwei gegenläufigen Luftschrauben, angetrieben von einem Druckluftmotor, gebaut worden. Der Apparat von Puszta-Szentlörinc bestand aus einem gut versteiften Stahlrohrgerippe ohne Tragflächen. Die beiden Hubschrauben von je fünf Meter Durchmesser, auf der Welle um 90 Grad gegeneinander versetzt, wurden von drei Rotationsmotoren von je 100PS angetrieben. Um die Stöße beim Landen aufzufangen, waren ein großer Puffer in der Mitte und drei kleine Puffer an den Enden des Apparats vorgesehen. Bei etwa 680 Touren pro Minute der Hubschrauben begann der Apparat sich senkrecht zu erheben. Die Steighöhe betrug ohne Bemannung – dieser Apparat war ohne Korb – ungefähr 20 Meter. Der Schraubenflieger war dauernd an Seilen gehalten, weil eine sichere Regelung der Umlaufzahlen nicht möglich war und somit fortwährend die Absturzgefahr bestand. Deshalb ging man auf die elektrische Tourenregulierung über und baute einen zweiten Apparat in Matyasföld mit einem unter dem Korbe für Bemannung und Abwehrbewaffnung (Schnellfeuergeschütz) eingebauten Elektromotor von 250PS, 550 Volt und 4800 Umdrehungen in der Minute. Die Kraftstation war ein benzin-elektrisches Aggregat, auf einem Wagen fahrbar montiert. Es bestand aus einem Zwölfzylinder-Flugmotor von 300PS mit V-förmiger Anordnung der Zylinder und einer mit dem Motor direkt gekuppelten Gleichstrom-Nebenschluß-Dynamo von 220 Kilowatt, 550 Volt. Dem Elektromotor des Schraubenfliegers wurde der Strom durch ein Aluminiumkabel mit Stahldrahtseele zugeführt. Das Ab- und Aufwickeln des Kabels geschah auf einer Trommel einer elektrisch angetriebenen Winde, ebenfalls auf einem Wagen fahrbar montiert. Der elektrische Strom für diesen Antrieb wurde auch aus dem erwähnten Aggregat entnommen. Der Elektromotor des Schraubenfliegers trieb durch eine völlig gekapselte Zahnradübersetzung zwei gegenläufige Luftschrauben von je sechs Meter Durchmesser – anfangs waren auch Luftschrauben von nur 5 Meter Durchmesser in Verwendung – an. Bei 700 Touren pro Minute der Hubschrauben erhob sich der Apparat senkrecht in die Höhe bis etwa 12 Meter, und zwar ohne Bemannung, jedoch mit im Korbe befindlichem Ballast. Als Stoßdämpfer bei einer eventuellen jähen Landung waren die im vorigen Versuche bereits erwähnten Puffer im Gebrauch. Der Apparat war ebenfalls dauernd an Seilen gehalten, aber man konnte die Tourenzahl der Antriebsmaschine des Schraubenfliegers auf elektrischem Wege sehr gut regeln, somit auch das Auf- und Absteigen des Apparates. Um der Gefahr des Abstürzens vorzubeugen, dachte man später daran, den Apparat mit drei Fallschirmen, und zwar einem großen und zwei kleineren auszurüsten, deren Gesamtfläche so berechnet war, daß sie nach ihrer automatisch bewirkten Entfaltung das ganze Apparatgewicht samt Bemannung tragen und ein allmähliches Herabholen mit den Fangseilen ermöglichen sollte. Es kam aber nicht zur Ausführung. Wegen der umfangreichen und kostspieligen Konstruktion des durch den Elektromotor angetriebenen Schraubenfliegers verzichtete man auf die elektrische Tourenregelung und ging wieder zum Apparat mit eingebauten Benzinmotoren (Rotationsmotoren) über; man wollte abermals einen Apparat mit drei Rotationsmotoren von je 100PS, mit zwei Hubschrauben von je sechs Meter Durchmesser, ebenfalls mit Fallschirmausrüstung, bauen. Jedoch waren die für die Versuche bewilligten Kosten bereits weit überschritten, und es wurde daher das Weiterarbeiten an dem Schraubenflieger vom Kriegsministerium eingestellt. Zum Schlusse sei noch bemerkt, daß zur Zeit der Versuche mit dem Schraubenflieger der damalige Major Stephan von Petroczy Kommandant des Fliegerarsenals war und Herr Professor Karman, sowie die Herren Zurovec, Kovacs, Jantsch und ich bei den Versuchen mitarbeiteten.“

Nach dem Ersten Weltkrieg war Stephan Petróczy von Petrócz am Aufbau der ungarischen Luftstreitkräfte beteiligt. Nach dem Zweiten Weltkrieg wurde er enteignet und lebte in ärmlichen Verhältnissen bis zu seinem Tod.